# ККНАУ-КРАУСС
«ККНАУ-КРАУСС» — команда Криворізького коледжу НАУ з хокею на траві, яка представляла місто Кривий Ріг у вищій лізі на Чемпіонаті України.
Припинила своє існування влітку 2015 року.